# Neoscleropogon lanatus
Neoscleropogon lanatus là một loài ruồi trong họ Asilidae. Neoscleropogon lanatus được Walker miêu tả năm 1849.